# J'ai vu le loup, le renard, le lion
J'ai vu le loup, le renard, le lion est un double album d'une prestation des auteurs-compositeurs-interprètes québécois Félix Leclerc, Gilles Vigneault et Robert Charlebois devant public à Québec, sorti 13 août 1975.

## Historique
J'ai vu le loup, le renard, le lion est un album double tiré de l'enregistrement, le 13 août 1974, d'une prestation de Félix Leclerc, Gilles Vigneault et Robert Charlebois sur les plaines d'Abraham devant plus de 120 000 spectateurs. L'événement s'est tenu à Québec lors du spectacle d'ouverture de la Superfrancofête, qui s'est déroulée du 13 au 24 août 1974.

## Liste des chansons
La configuration des pistes est présentée telle qu'elle était sur l'album double original et la numérotation fait référence à la réédition CD.
Sauf indication contraire, les chanteurs sont aussi les auteurs des chansons.
Disque 1
Face 1
1. Félix Leclerc: Moi mes souliers (1:53)
2. Robert Charlebois: Lindberg (Paroles : Claude Péloquin / Musique : Robert Charlebois) (3:42)
3. Gilles Vigneault: Mon pays (2:09)
4. Félix Leclerc: Contumance (3:00)
5. Félix Leclerc: Bozo (1:52)
6. Félix Leclerc, Gilles Vigneault, Robert Charlebois: La Marche du président (Paroles : Gilles Vigneault / Musique : Robert Charlebois) (4:44)

Face 2
1. Gilles Vigneault: Ti-Cul Lachance (Paroles : Gilles Vigneault / Musique : Gilles Vigneault - Gaston Rochon) (4:07)
2. Gilles Vigneault: Gros-Pierre (Paroles : Gilles Vigneault / Musique : Gilles Vigneault - Gaston Rochon) (4:36)
3. Robert Charlebois: Sensations (Paroles : Arthur Rimbaud - L. Morin / Musique : Robert Charlebois) (3:34)
4. Félix Leclerc, Robert Charlebois: Complots d'enfants (Félix Leclerc) (1:10)
5. Félix Leclerc: La Mort de l'ours (1:44)
6. Félix Leclerc: Les 100,000 façons (2:41)
7. Robert Charlebois: Entre deux joints (Paroles : Pierre Bourgault / Musique : Robert Charlebois) (3:15)

Disque 2
Face 3
1. Gilles Vigneault: Pendant que (2:21)
2. Gilles Vigneault: La Manikoutai (2:21)
3. Robert Charlebois: Ordinaire (Paroles : Mouffe / Musique : Robert Charlebois - Pierre Nadeau) (5:05)
4. Robert Charlebois: Le Mur du son (3:55)
5. Félix Leclerc: Un Soir de février (2:55)
6. Félix Leclerc: Le P'tit bonheur (2:40)

Face 4
1. Gilles Vigneault: Il me reste un pays (Paroles : Gilles Vigneault / Musique : Gilles Vigneault - Gaston Rochon) (2:45)
2. Robert Charlebois: Qué-Can blues (3:25)
3. Félix Leclerc: L'Alouette en colère (1:45)
4. Robert Charlebois: Mon pays (Paroles : Réjean Ducharme / Musique : Robert Charlebois) (4:06)
5. Gilles Vigneault: La Danse à St-Dilon (4:35)
6. Félix Leclerc, Gilles Vigneault, Robert Charlebois: Présentation des musiciens  (1:25)
7. Félix Leclerc, Gilles Vigneault, Robert Charlebois: Quand les hommes vivront d'amour (Raymond Lévesque) (2:20)

## Personnel
Les musiciens de Félix Leclerc:
- Vic Angelillo: contrebasse électrique;
- Félix Leclerc: guitare classique

Les musiciens de Gilles Vigneault:
- Gaston Rochon: piano, chef d'orchestre et conseiller au mixage;
- Bob Angelillo: contrebasse électrique;
- Langis Breton: violon;
- Jean-Claude Guérard: batterie

Les musiciens de Robert Charlebois:
- Marcel Beauchamp: piano, Éminent, guitare électrique, chef d'orchestre et conseiller au mixage;
- Michel Robidoux: guitare électrique 12 cordes;
- Serge Blouin: contrebasse électrique;
- Robert Charlebois: piano, guitare électrique

Arrangements: Marcel Beauchamp, Gaston Rochon

## Certifications
| Pays   | Association | Certification | Ventes/Équivalence |
| ------ | ----------- | ------------- | ------------------ |
| France | SNEP        | or            | 100 000            |